# Momofuku Ando
Momofuku Ando (安藤 百福 Andō Momofuku?), född 5 mars 1910, död 5 januari 2007, var den taiwanesisk-japanska uppfinnaren av snabbnudlar och grundaren av Nissin Foods.

## Tidigt liv
Ando föddes Wu Pai-fu (kinesiska: 吳百福?, pinyin: Wú Bǎifú) i en rik familj i Kagi (numera Chiayi) i Taiwan, som då var en del av japanska imperiet. Efter andra världskriget blev Ando japansk medborgare och flyttade till Japan, där han började studera vid Ritsumeikanuniversitetet och grundade ett litet företag i Osaka.
1948 dömdes Ando för skattebrott och fick tillbringa två år i fängelse. I sin biografi skriver Ando att han gav stipendier till studenter, något som på den tiden räknades som skattebrott. Efter att han förlorat sitt företag grundade han vad som skulle bli Nissin Foods i Ikeda, ett företag som i början tillverkade salt.

## Snabbnudlar

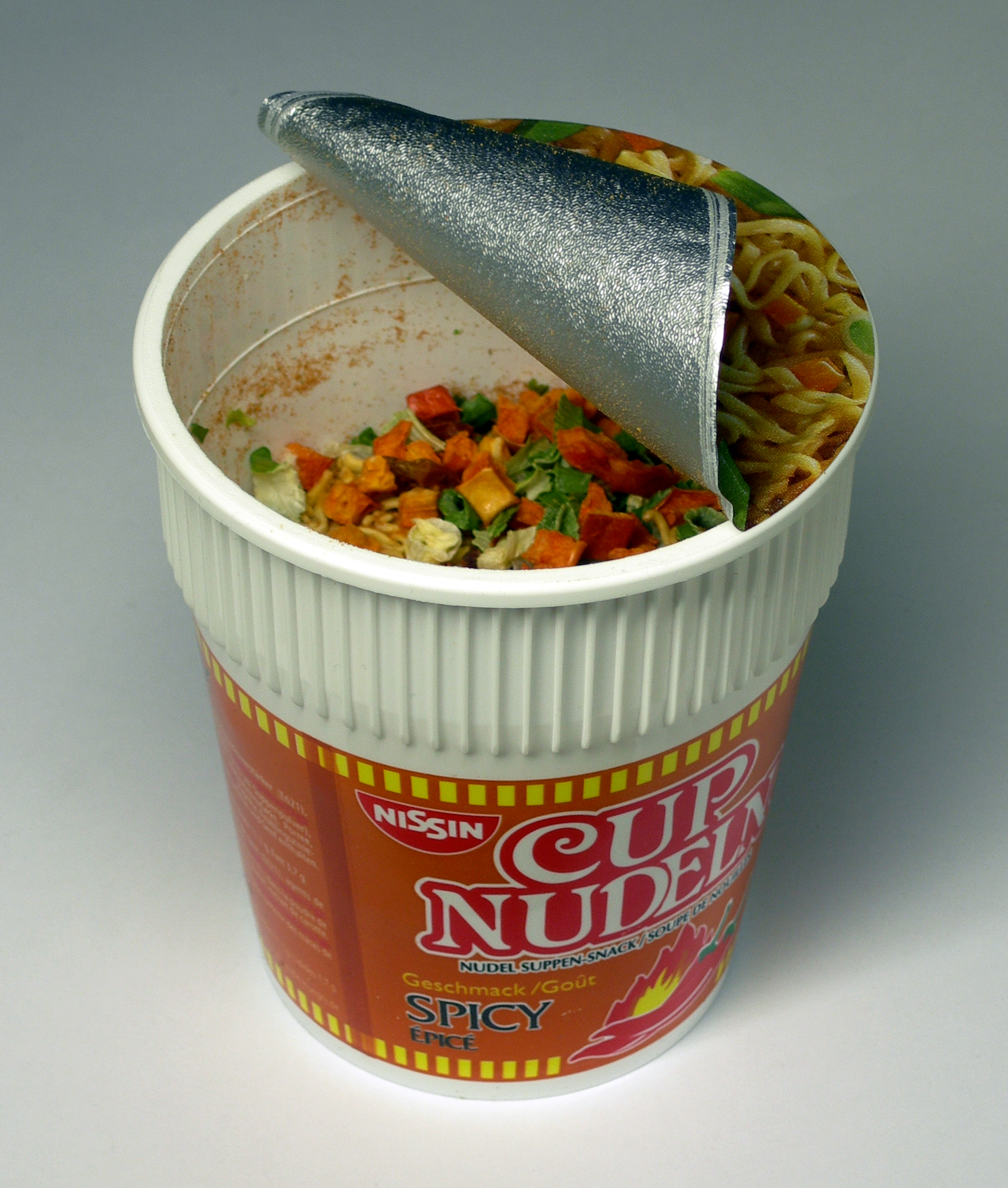
Koppnudlar.

Efter kriget hade Japan underskott på mat och hälsoministeriet uppmuntrade folk att äta bröd från USA gjort på vetemjöl. Ando undrade varför bröd rekommenderades istället för nudlar, då ministeriet svarade att företag som tillverkade nudlar var för små och instabila för att fylla matbehovet. Ando bestämde sig då för att utveckla nudelproduktionen själv.
25 augusti 1958, efter flera månader av experimenterande för att utveckla sin snabbfriteringsmetod, lanserade Ando sitt första paket snabbnudlar. Snabbnudlarna kallades Chikin Ramen (チキンラーメン?) efter sin kycklingsmak och ansågs vara en lyxvara då ett paket kostade 35 yen, vilket var sex gånger dyrare än udon- och soba-nudlar. Ando började sälja koppnudlar 1972. När priserna började sjunka blev snabbnudlar en växande marknad och 2008 var den världsomspännande efterfrågan på snabbnudlar 93 miljarder portioner. 2007 såldes fortfarande Chikin Ramen i Japan, då för 60 yen, vilket var ungefär en tredjedel av den billigaste nudelportionen på en restaurang.
Lanseringen av koppnudlar 1972 bidrog till populariseringen av snabbnudlar utanför Japan. Ando hade sett amerikaner dela snabbnudlarna i två delar och sedan hälla varmt vatten över dem, vilket inspirerade Ando till en kopp av frigolit med vidare topp än botten som en lämplig behållare för att tillaga och hålla nudlar varma i.

## Fotnoter
1. ↑  ”Expanding Market”. World Instant Noodles Association. Arkiverad från originalet den 6 juni 2012. https://web.archive.org/web/20120606044652/http://instantnoodles.org/noodles/expanding-market.html. Läst 13 juli 2009.
2. ↑  ”Obituary: Momofuku Ando”. Financial Times. Arkiverad från originalet den 7 maj 2015. https://archive.is/20150507003938/http://www.ft.com/cms/s/0/8bbeb216-a443-11db-bec4-0000779e2340.html?nclick_check=1. Läst 13 juli 2009.[död länk]